# マイクロマウス

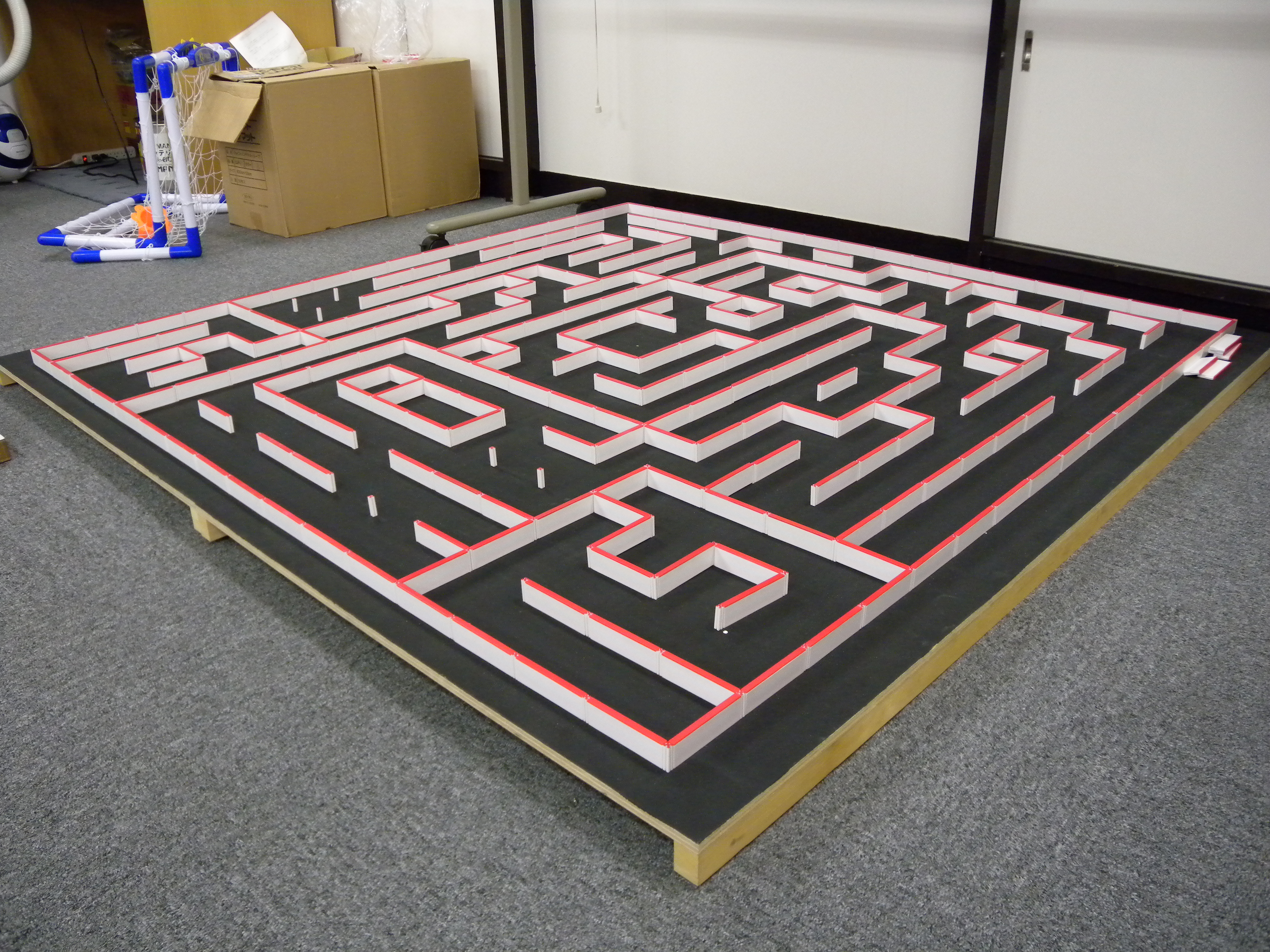
マイクロマウス用の迷路

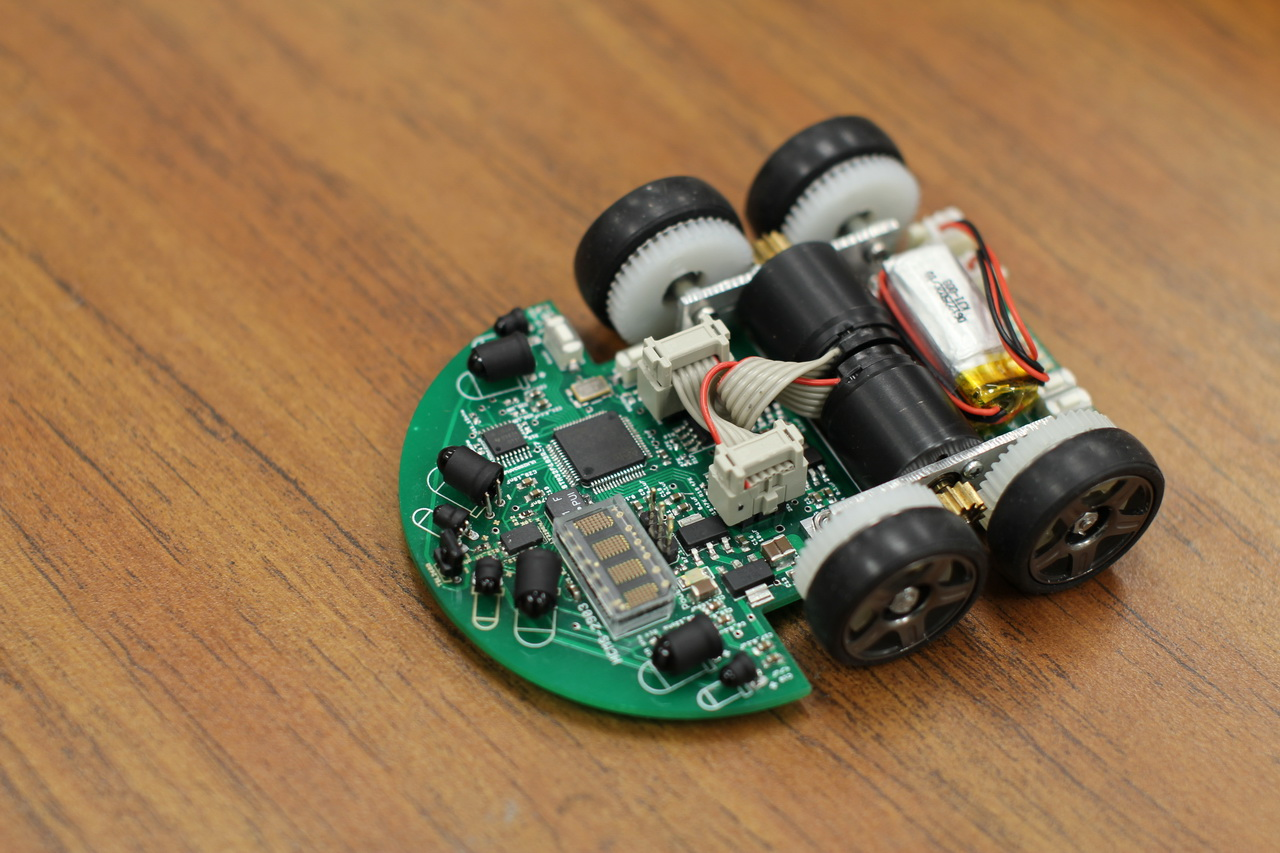
マイクロマウス

マイクロマウスとはコンピュータ（たいていはマイクロコントローラ）を搭載し、自律制御で未知の迷路を走破してゴールへ到達するまでの時間を競うロボット競技およびロボットの名称である。
ロボットの個体を指す場合は単に「マウス」と略すことも多い。

## 概要
この競技ではロボットが18cm×18cmを1マスとする16×16マス、高さ5 cmからなる迷路を、迷路の外周部角に設けられた始点から中央部のゴール地点まで、外部からの無線操作や事前の迷路情報入力無しに走破し、ゴールに到達しなければならない。またこの迷路の壁を飛び越えても破壊してもいけない。ロボットの大きさは幅25cm×奥行き25cmの枠内（高さ制限無し）に収まらなければならず、内燃機関や外燃機関を使用できないなどの制限があり、これらの条件を満たしたロボットで、いかに早くゴールにたどり着くかを競うものである。超音波センサーや光センサー等からの情報を元に、ロボットを如何に効率よく動作させるか、また正確に動作するかが重要なポイントとなる。「マウス」の名は動物行動学の分野において同様の迷路実験をネズミで行うことが由来である。
2009年の第30回全日本大会からハーフサイズマイクロマウスと呼ばれる新しい競技が導入された。従来の16 x 16の迷路から新しい競技では面積は同じだが32 x 32の迷路になった。各区画と壁の寸法は小型化され、新たな挑戦を生みだした。

## ロボット

### 形状
上記の制約を満たしていれば部品・構成の制限は無いが、狭い迷路を高速で移動するため車輪を使用したロボットが基本である。
また基本的に小型・軽量である方が旋回時に有利であるため、物理的・技術的な制約内でシステムとしてまとめる技術力が要求される。
近年では重量3.7gのロボットもある。

### モータ
ステッピングモータまたはDCモータが主流である。制御性のよいステッピングモータの利用が多かったこともあったが、近年は小型・軽量化のため、またステッピングモータを使っても、結局、脱調やタイヤのスリップ等のためにセンサによる検出が不可欠であるため、DCモータを使用するロボットが増えている。

### バッテリ
ニッケル水素電池またはリチウムイオン電池（他のロボット競技では使用不可の場合もあるが、マイクロマウスでは使用可能）が主流である。

## ソフトウェア

### 迷路探査アルゴリズム
マイクロマウス競技では事前に迷路の情報が与えられないため、最初の走行でロボットは何らかのアルゴリズムを用いて未知の迷路を走行しゴールまで到達しなければならない。有名なアルゴリズムとして常に左壁に沿って進む左手法があるが、マイクロマウス競技ではゴール地点が迷路中央にあるため、このアルゴリズムではゴールまで到達することはできない可能性がある。そこで左手法を拡張した拡張左手法や、足立氏が考案した足立法(未探査の壁は無いと仮定して最短経路を進む)アルゴリズムが用いられている。
また多くの大会ではスタートからゴールまでの経路が複数用意されているが、最短経路が最速経路とは限らないため（距離が長くても直線が多いほうが早い、など）、得られた迷路情報からロボットの性能にあわせて最速となる経路を探さなければならない。この探索アルゴリズムで一般的なものとしてBellman塗りつぶし法 、ダイクストラ法、 A*探索アルゴリズムと グラフトラベル と 木構造アルゴリズムが用いられる。

## 競技
規定時間以内に定められた回数（2020年現在では通常5回）の走行が可能であり、その中で最短の時間を記録とする。通常は1回目の走行で迷路を探索し、2回目以降に最速経路を走行する。
規定時間は大会によって異なるが、2020年現在では5分(エキスパートクラス決勝)～7分(地区大会)程度である。

## 競技種別

### マイクロマウス(クラシック)
従来からの種別で、一般的にはこちらの競技を表す。
基本的にIEEEが提唱した時と同じため、国際規格といえる。
具体的な規定はマイクロマウスクラシック競技規定を参照。

### マイクロマウス（ハーフサイズ）
1マスを従来の1/2である9cm×9cmに縮小した競技。
また迷路サイズが最大32×32区画、ゴール位置が可変（大会前に告知）などの変更がある。
技術の進歩により迷路の大きさよりはるかに小さいマウスが登場するようになったため、新たな技術課題としてニューテクノロジー振興財団から提唱された。
日本では2008年のプレ大会を経て、2009年の第30回全日本マイクロマウス大会から正式競技として実施されている。
具体的な規定はマイクロマウス（ハーフサイズ）競技規定を参照。

### ロボトレース
黒い床に引かれた白いライン (一周60ｍ以下)の周回コースを出来るだけ早く走る（トレースする）ことを競う競技。三分の間に三回の走行が許されており、マイクロマウスと同様にライントレースで探索走行を行い、コースの形状を解析後，タイムを短縮する走行を行う。具体的な規定はロボトレース競技規定を参照。

## 歴史
近年では様々なロボット競技が行われているが、マイクロマウスは幅広い参加者による大会が開かれているものとしては最古の部類に入る。
競技としてのマイクロマウスは1970年代に始まったが単発的なイベントとしては1950年に開催された。世界中で開催され、イギリス、アメリカ合衆国、日本、シンガポール、インド、大韓民国、台湾で開催される。
1977年にIEEE（米国電気電子学会）が提唱したことに始まり、日本では1980年よりニューテクノロジー振興財団が全国大会を主催している。
上述の通り、2009年から新たにマイクロマウス（ハーフサイズ）が追加された。

## 大会

### 日本国内
全国大会以外に各地方支部の大会と学生大会が開催されている。全国大会は大会参加者増加のため2018年からポイントランキング制となり、地区大会でポイント取得が必須となった。またポイント数に応じてファイナル(事実上の決勝)、セミファイナルいずれかに割り振られるようになった。なお。2017年以前は地区大会に参加しなくても全国大会には出場可能であるが、地区大会で決勝進出権を取得すると予選が免除されていた。
地区大会は地区以外の居住者でも参加可能であり、ポイント取得のため複数地区大会へ出走する参加者も多い。
- 全国大会
2020年はオンラインで参加者が動画を投稿しての大会となった。
2019年は東京工芸大学厚木キャンパスで開催された。全日本大会ではあるが、近年はシンガポール、韓国、台湾、アメリカ、イギリス等からも参加者が来るため、事実上の世界大会である。
- 東北地区大会
山形県長井市の開催。副賞で地元の農産物が配られる。
- 東日本地区大会
2018年からロボフェスの一競技としてパシフィコ横浜で開催されている。以前は主に科学技術館で開催されていた。
- 北陸信越地区
2016年から新潟コンピュータ専門学校で開催されている。それ以前は新潟大学や新潟県立自然科学館等で開催されていた。

- 金沢草の根大会
2018年から国際高等専門学校白山麓キャンパスで開催されている。2011年から新たにマイクロマウス北陸同好会として金沢工業高等専門学校で開催されるようになった。

- 中部地区大会
名古屋工学院専門学校で開催。地区大会とは別に中部初級者大会も開催される。
- 関西地区大会
2017年から大阪電気通信大学で開催されている。それ以前は立命館大学びわこ・くさつキャンパス、京都コンピュータ学院で開催されていた。
関西支部のwiki。支部情報以外の情報も多数。
- 九州地区大会
基本的に熊本高等専門学校で開催されているが、2018年は福岡市科学館、2012年は専門学校麻生工科自動車大学校で開催された。1998年から休止していたが、2008年に復活した。
- 学生大会
関東地区で開催。
- マイクロマウスキット大会
共通ハードウェアのマイクロマウスキットだけを使用したワンメイクレース。上記地区大会で通常競技と同時に開催される。2015年から開始された

### 海外
確認されている限り、シンガポール、韓国、台湾、アメリカ、イギリスで開催されている。

## 特徴
総体的に、他のロボット競技と大きく違う面があるが、これは元々マイクロマウス競技が存在していたため、他の競技がマイクロマウスと違う方向を志向した（同じようなものを複数やってもあまり意味がないため）ということも背景にある。

### ルールが非常に安定している
競技時間や走行回数、バッテリー交換の有無等の変更はあるものの、基本的には1977年の提唱時から変化していない。そのため、30年前のロボットがそのまま現在も参加可能である。また、一つの機体を数年間かけて開発できる事から、純粋な技術的チャレンジをしやすい（ルール変更が多い競技では、開発中に出場できなくなってしまう事もある）。

### レギュレーションが非常に緩い
たとえば、他の競技では大きさや重量、使用する部品の制約が存在するが、マイクロマウスの場合は事実上存在しない（大きさ制限はあるが、基本的に小さい方が速い。バッテリ以外の内燃機関も同様）。そのためハードウェアの自由度が非常に高く、以下のように様々なタイプのロボットが参加している（していた）。
2輪・3輪・4輪・6輪
一般的な形状は2輪であるが、3輪・4輪・6輪のマウスも存在する。
吸引
掃除機のように床面に張り付いて走る。他の競技では競技バランスを崩すということで禁止されているが、マイクロマウスでは参加可能である。
歩行
車輪に限定されていないため、二足歩行でも参加可能である。
画像処理
高さ制限が無いため、スタート地点で上方からカメラで迷路を撮影し、画像処理で最短経路を求める事も可能である。
また、1マスの正方形よりも、ロボットの大きさ制限のほうが大きいので、壁よりも外にセンサーの発光部ないし受光部を置き、壁に遮られているかどうかを検出する、という単純で確実な方式を使うことができる（初期にはそのようなロボットが多かった）。
これら自由度の高さにより、プロセッサやセンサ等の技術進化をそのままマイクロマウスに反映させる事ができる為、30数年経過した今でも速くなり続けている。

### ハードウェア・ソフトウェア双方の技術が要求される
マイクロマウスは速さを競う競技であるが、自律走行でゴールまで到達しなければならない為、安定性も要求される。そのため小型軽量のハードウェアだけでなく、これを安定して走行させるソフトウェアも必要となる。また未知の迷路を探査しながらゴールまで到達しなければならない事から、制御だけでなく経路計画も含めた規模の大きいソフトウェアが必要となる。さらに、通常の大会ではゴールまでの経路が複数用意されており、単純な最短経路が最速経路とは限らない（距離は長いが直線が多い、等）。そのため、力学的な制御にとどまらず、走行特性に基づいて「最短ではなく最速」経路を算出するストラテジ、さらにはそれらをマイコンの限られた計算資源で実現する実装技術も要求される。

### 個人で開発できる規模
上述のハードウェア・ソフトウェア双方の技術が要求される競技用ロボットの中では規模が小さいため、「組み込みシステムの技術として、個人が全体をシステム設計して、メカからソフトウェアまできちんと作ることのできるぎりぎりのサイズ」である。

## 参加者
大学生が主であるが、中・高校生や社会人（現役エンジニアも多数）など10代～60代までの幅広い年齢層が参加している。大会の歴史が長いため、参加歴10年を超える古参の参加者も珍しくない。
マイクロマウスはマイクロプロセッサ・プログラミング等のソフトウェア面から、センサ・アクチュエータなどメカトロニクスのハードウェア面まで、総合的な技術が必要となるため、高校・大学や専門学校、企業において教育・研修として参加している団体も存在する。またマイクロマウス制作や大会参加を通じて一通りの技術だけでなく、プロジェクト管理能力やコミュニケーション能力を身に着けた学生が自動車、電機、IIT企業へ就職する例も多い。そのため、このような人材獲得を目的として大会でのスカウト活動をおこなっているスポンサー企業も存在する